# Architekturpreis Daidalos
Der Architekturpreis Daidalos ist ein Architekturpreis in Oberösterreich.

## Geschichte
Der Architekturpreis wurde 2012 von den Oberösterreichischen Nachrichten mit Herausgeber Rudolf Andreas Cuturi und der Kammer der Architekten und Ingenieurkonsulenten für Oberösterreich und Salzburg mit dem Präsidenten Rudolf Kolbe und den Partnern Architekturforum Oberösterreich, HYPO Oberösterreich, Erdgas Oberösterreich mit dem Geschäftsführer Klaus Dorninger, das Land Oberösterreich mit Landesrat Maximilian Hiegelsberger sowie der Oberösterreichischen Versicherung mit Generaldirektor Josef Stockinger gegründet.
Benannt wurde der Preis nach Daidalos, welcher das Labyrinth für den Minotaurus auf Kreta entworfen hat. Die Gestaltung des Preistrophäe zeigt ein Labyrinth.

## Preisträger

### 2012
- Notschlafstelle / Wohnheim B29, Fritz Matzinger
- Peneder Basis, LP architektur
- Hackguthalle Grieskirchen, bogenfeld architektur

Jury: Marie-Therese Harnoncourt als Vorsitzende, Lorenz Potocnik Architekturkritiker der OÖN und Hanno Vogl-Fernheim.

### 2014
- Landwirtschaftliche Berufs- und Fachschule Ritzlhof, Architekten Raimund Dickinger und Mario Ramoni
- Agrarbildungszentrum Salzkammergut, Fink Thurnher Architekten
- Schul- und Kulturzentrum Feldkirchen an der Donau, fasch&fuchs.architekten

Jury: Kathrin Aste, Simon Speigner, Lorenz Potocnik.

### 2017
- Pure Wood House, Michael Shamiyeh
- Lokalbahnstation Ostermiething, udo heinrich architekten
- Hof O, Moser und Hager

Jury: Verena Konrad, Tobias Hagleitner, Roland Winkler

### 2019
- Ennssteg Steyr, Marte.Marte Architekten
- Kindergarten Unterach am Attersee, Umbau, Architektur Hohengasser Wirnsberger, Erhard Steiner
- Wohnanlage Guglmugl, Fritz Matzinger

Jury: Anja Fischer, Tobias Hagleitner, Markus Klaura

### 2022
- Medizinische Fakultät, Med Campus Linz, Lorenzateliers[6]
- Stadthaus Lederergasse 24 in Linz, Sanierung, mia2 Architektur[7]
- Fabriksareal Haslach, Vonwiller Areal, Revitalisierung, Umbau, Architekturbüro Arkade[8]

Jury: Stefanie Murero, Carmen Wolf, Georg Wilbertz.